# Nick at Nite
Nick at Nite är en kabel- och satellit-TV-kanal i USA, som ägs av Viacom Media Networks. Kanalen sänder nattetid i samma utrymme som Nickelodeon sänder dagtid, och målgruppen för Nick at Nite är främst tonåringar och vuxna, och visar exempelvis situationskomedier. I februari 2015 kunde kanalen ses i uppskattningsvis 94 792 000 hem (81,4% av hushållen med minst en TV-apparat).